# Погребняк, Андрей Владимирович
Андрей Владимирович Погребняк (укр. Андрій Володимирович Погребняк; род. 11 февраля 1988, Киев) — украинский фехтовальщик, специализирующийся на рапире. Мастер спорта Украины международного класса.

## Биография
Начал заниматься фехтованием в 1998 году. Тренировался под руководством Александра Скаковского. Занимался в Киевской школе высшего спортивного мастерства, а затем представлял Центральный спортивный клуб Вооружённых сил Украины. Окончил Национальную академию внутренних дел Украины.
Первую медаль на крупном международном соревновании завоевал на чемпионате Европы среди юниоров 2007 года в Праге, где стал бронзовым призёром.
В том же 2007 году дебютировал на взрослых чемпионатах мира и Европы — на турнирах, проходивших в России и Бельгии соответственно.
Наибольшим достижением спортсмена является бронзовая медаль в личных соревнованиях на чемпионате Европы 2008 года, который прошел в Киеве.
В общей сложности Погребняк принимал участие в 17 чемпионатах Европы (2007, 2008, 2009, 2010, 2011, 2012, 2013, 2014, 2015, 2016, 2017, 2018, 2019, 2022, 2023, 2024, 2025) и 13 чемпионатах мира (2007, 2009, 2010, 2011, 2013, 2014, 2015, 2017, 2018, 2019, 2022, 2023, 2025).
Являлся участником Универсиады 2013 года и Европейских игр 2023 года.

## Достижения
Чемпионат Украины:
- 2013 — золото (рапира)[7]
- 2014 — золото (рапира)[8]
- 2025 — бронза (рапира), бронза (командная рапира)

Чемпионат Европы:
- 2008 — бронза (рапира)

Чемпионат Европы среди юниоров:
- 2007 — бронза (рапира)

## Рейтинг
| Сезон | Место | Категория | Сезон | Место |
| ----- | ----- | --------- | ----- | ----- |
| 05/06 | 270   | Юниоры    | 07/08 | 18    |
| 06/07 | 31    | Юниоры    |       |       |
|       |       |           |       |       |
| 06/07 | 72    | Взрослые  | 16/17 | 68    |
| 07/08 | 47    | Взрослые  | 17/18 | 55    |
| 08/09 | 89    | Взрослые  | 18/19 | 87    |
| 09/10 | 52    | Взрослые  | 19/20 | 60    |
| 10/11 | 166   | Взрослые  | 20/21 | 57    |
| 11/12 | 60    | Взрослые  | 21/22 | 76    |
| 12/13 | 46    | Взрослые  | 22/23 | 70    |
| 13/14 | 102   | Взрослые  | 23/24 | 85    |
| 14/15 | 49    | Взрослые  | 24/25 | 130   |
| 15/16 | 67    | Взрослые  | 25/26 | 130   |